# TT405
TT405 (Theban Tomb 405) è la sigla che identifica una delle Tombe dei Nobili ubicate nell'area della cosiddetta Necropoli Tebana, sulla sponda occidentale del Nilo dinanzi alla città di Luxor, in Egitto. Destinata a sepolture di nobili e funzionari connessi alle case regnanti, specie del Nuovo Regno, l'area venne sfruttata, come necropoli, fin dall'Antico Regno e, successivamente, sino al periodo Saitico (con la XXVI dinastia) e Tolemaico.

## Titolare
TT405 era la tomba di:
| Titolare | Titolo  | Necropoli | Dinastia/Periodo         | Note |
| -------- | ------- | --------- | ------------------------ | ---- |
| Khenty   | Nomarca | El-Khokha | Primo Periodo Intermedio |      |

## Biografia
Il padre potrebbe identificarsi con Ihy, titolare della TT186, Governatore del Nomo, mentre la moglie fu Mertiotes, Profetessa di Hathor

## La tomba
Si accede alla TT405 dalla TT186 di quello che, verosimilmente, fu il padre Ihy. Planimetricamente la tomba si presenta con una sala asimmetrica con sei pilastri. Sulle pareti: un uomo conduce al pascolo alcune oche (1 rosso in planimetria); poco oltre (2 rosso) giare contenenti unguenti e i titoli del defunto. Su altra parete prossima all'ingresso dalla TT186 (3 rosso) il defunto e la propria famiglia in una scena di uccellagione; seguono (4 rosso), su tre registri sovrapposti, scene di suppellettili funerarie con vasi, scatole, tre letti (di cui uno preparato di un uomo nudo) e attrezzature da scriba; sulla parete adiacente (5 rosso) un uomo e una donna recano offerte al defunto e alla moglie seduti. Sui pilastri (B rosso), su tre registri, un uomo che alimenta una mucca e (C rosso), due uomini in ciascuno dei tre registri. Sull'architrave che collega i pilastri (B-C) due linee di testo con formule di offertorio.

### Annotazioni
1. ↑  La numerazione dei locali e delle pareti segue quella di Porter e Moss 1927, p. 292.
2. ↑  La prima numerazione delle tombe, dalla numero 1 alla 252, risale al 1913 con l'edizione del "Topographical Catalogue of the Private Tombs of Thebes" di Alan Gardiner e Arthur Weigall. Le tombe erano numerate in ordine di scoperta e non geografico; ugualmente in ordine cronologico di scoperta sono le tombe dalla 253 in poi.
3. ↑  I campi della Duat, ovvero l'aldilà egizio, si trovavano, secondo le credenze, proprio sulla riva occidentale del grande fiume.
4. ↑  Nella sua epoca di utilizzo, l'area era nota come "Quella di fronte al suo Signore" (con riferimento alla riva orientale, dove si trovavano le strutture dei Palazzi di residenza dei re e i templi dei principali dei) o, più semplicemente, "Occidente di Tebe".
5. ↑  le Tombe dei Nobili, benché raggruppate in un'unica area, sono di fatto distribuite su più necropoli distinte.
6. ↑  Le note, sovente di inquadramento topografico della tomba, sono tratte, fino alla TT252, dal "Topographical Catalogue" di Gardiner e Weigall, ed. 1913 e fanno perciò riferimento alla situazione dell'epoca.
7. ↑  Non è specificato di quale Nomo si tratti.

### Fonti
1. ↑  Gardiner e Weigall 1913.
2. ↑  Donadoni 1999,  p. 115.
3. ↑  Porter e Moss 1927, p. 445.
4. ↑  Porter e Moss 1927,  p. 291.
5. 1 2  Porter e Moss 1927,  p. 445.